# Deutsch-reformierte Kirche (Frankfurt am Main)

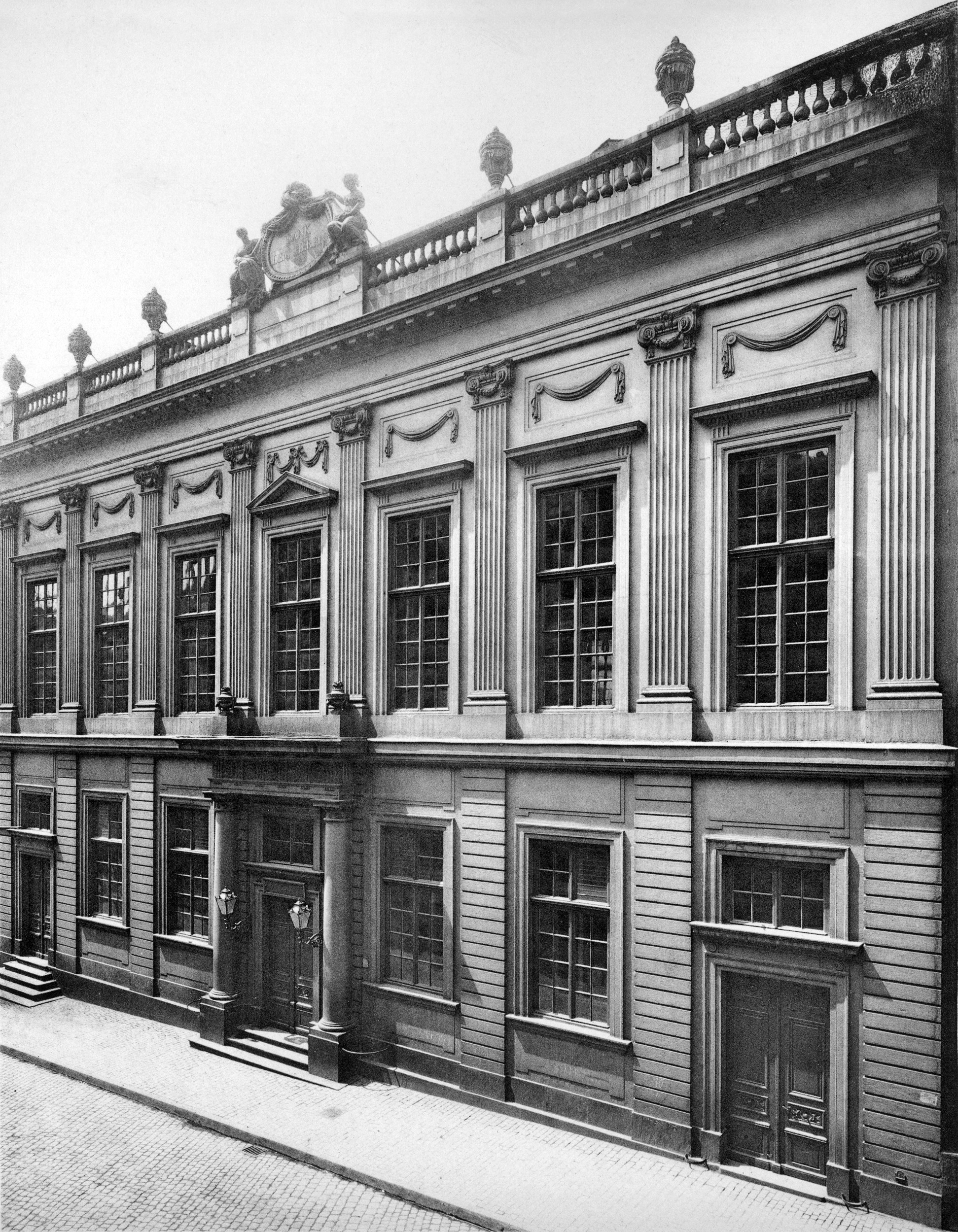
Deutsch-reformierte Kirche am Kornmarkt

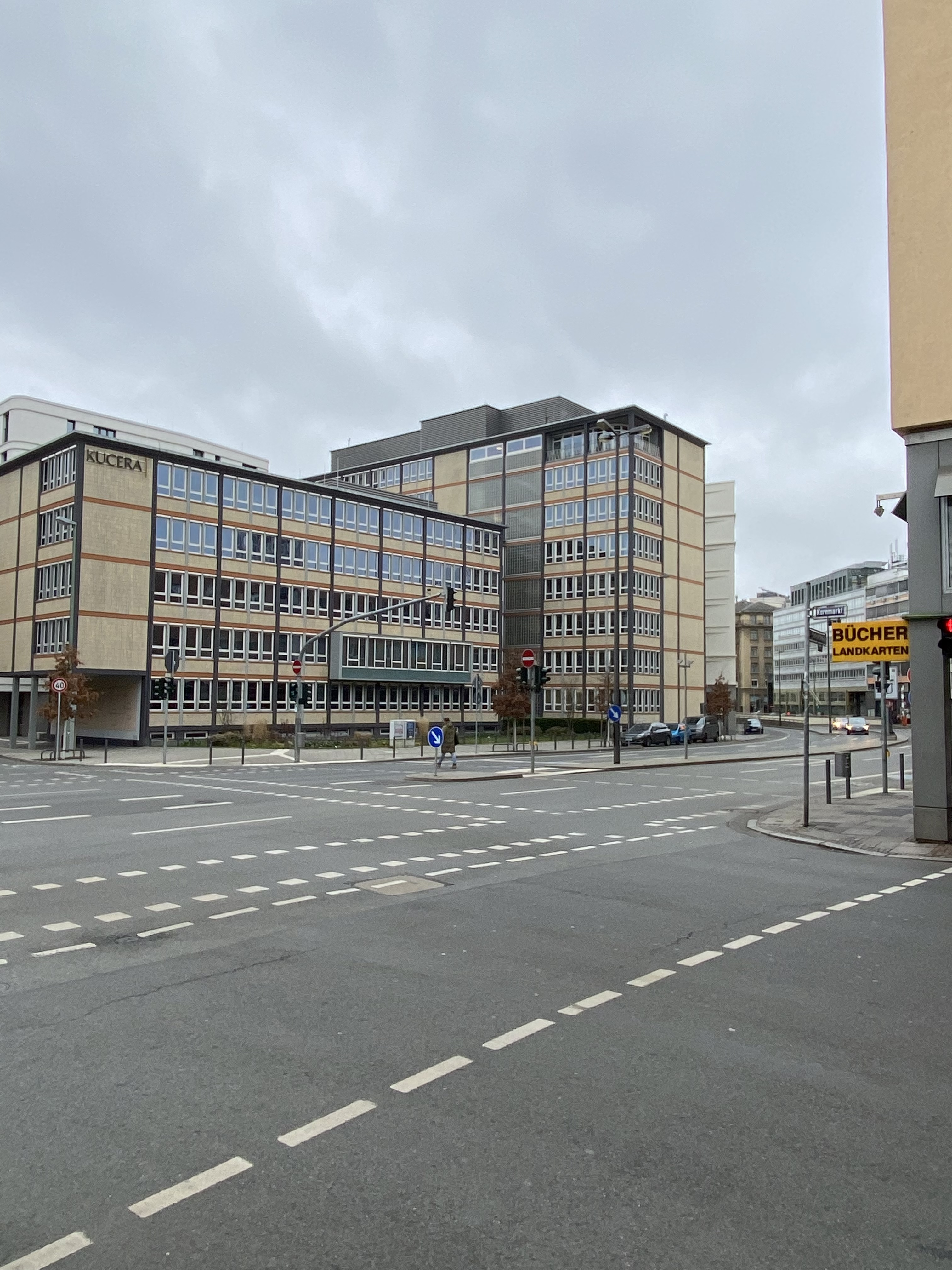
Heutige bauliche Situation am ehemaligen Standort der deutsch-reformierten Kirche. Durch den ehemaligen Kirchenraum führt heute die Berliner Straße.

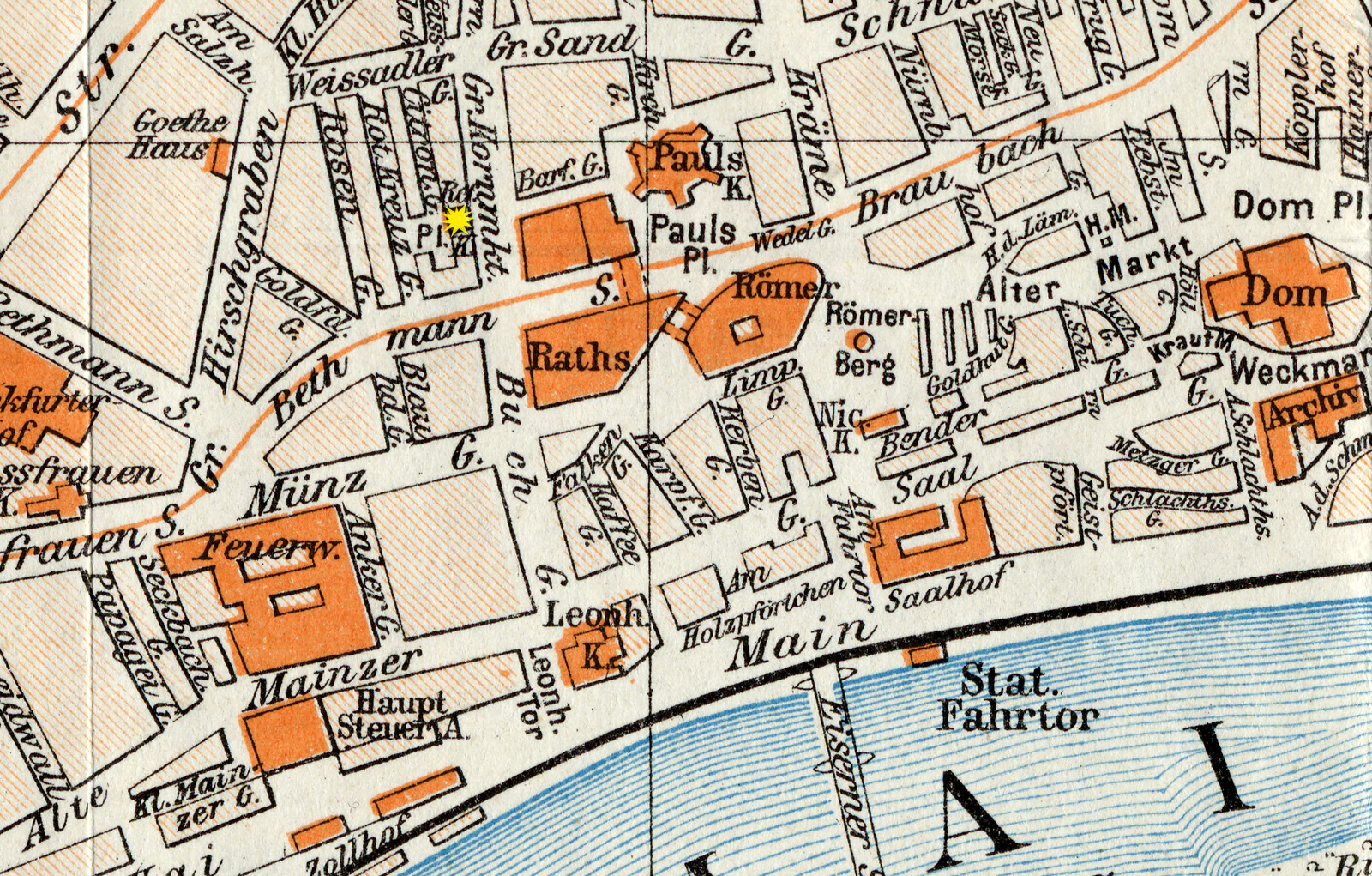
Lage des Gebäudes in der Frankfurter Altstadt

Die Deutsch-reformierte Kirche war ein am Großen Kornmarkt gelegenes reformiertes Gotteshaus der Altstadt von Frankfurt am Main. Die Kirche wurde von 1789 bis 1793 erbaut und nach ihrer Zerstörung im Zweiten Weltkrieg 1944 nicht wiederaufgebaut.

## Geschichte

### Vorgeschichte
Bereits 1555 ließen sich Glaubensflüchtlinge aus den Niederlanden in Frankfurt nieder und begründeten so die deutsch-reformierte Kirchengemeinde. Wenig später schlossen sich ihnen Gleichgesinnte aus Süddeutschland und der Schweiz an. Zunächst durften sie ihre Gottesdienste in der (1944 zerstörten) Weißfrauenkirche abhalten, bis 1594 eine Mischung aus der damals in Frankfurt vorherrschenden lutherischen Orthodoxie und Geschäftsneid der alteingesessenen lutherischen Handelstreibenden mit viel Einfluss dies unterband. Ab sofort musste die Gemeinde ihre Gottesdienste in einem einfachen Holzschuppen außerhalb der befestigten Stadtmauern vor dem (um 1806 abgerissenen) Bockenheimer Tor abhalten. Nachdem dieser abgebrannt war, wurde der Kirchendienst nach Offenbach, bzw. ab 1633 in das damals noch zur Grafschaft Hanau gehörende Bockenheim verlegt. Ungefähr in dieser Zeit begann auch das Ringen der Gemeinde mit der Politik, ein eigenes Gotteshaus im Bereich des Frankfurter Stadtgebietes zu verwirklichen.
Mehr als 200 Jahre später, am 15. November 1787 gestattete der Rat der Stadt schließlich – ebenso wie auch der bereits 1554 begründeten französisch-reformierten Kirchengemeinde – „binnen hiesiger Stadt Ringmauer auf von ihnen anzuschaffenden Platze zwei Bethäuser, um darinnen ein exercitium religionis privatum zu haben, auf ihre Kosten errichten zu dürfen“, jedoch unter strengen Auflagen: die Kirchen durften keinen eigenen Platz oder Turm besitzen und von außen nicht als Kirche erkennbar sein, sondern mussten sich harmonisch in die angrenzenden Häuserfronten einfügen. Gleichzeitig mit der deutsch-reformierten Kirche entstand so auch eine Französisch-reformierte Kirche am Roßmarkt, dem heutigen Goetheplatz.

### Baugeschichte
Anfang 1788 kaufte das Presbyterium der Gemeinde von der Patrizierfamilie Stalburg deren nach ihnen benanntes Stammhaus auf dem Großen Kornmarkt für 45.000 Gulden als zukünftiges Baugrundstück. Das Gebäude war im Volksmund auch als Große Stalburg bekannt, entstammte dem späten 15. Jahrhundert und war als noch gotisch geprägtes Steinhaus eine architektonische Besonderheit im alten Frankfurt, in etwa vergleichbar mit dem heute noch existierenden Steinernen Haus oder dem Leinwandhaus. Das Geburtshaus der durch Goethe bekannt gewordenen Lili Schönemann grenzte südlich beziehungsweise von vorne gesehen links an das Gebäude.
Der Wahl dieses Platzes stimmte die Stadt mit Beschluss vom 1. Juli 1788 zu. Im Sommer 1789 wurde das Gebäude niedergelegt, seine Fundamente ausgegraben, beseitigt und nach Zustimmung der Stadt zu den – wahrscheinlich von Nicolas Alexandre Salins de Montfort vorgelegten Bauplänen – am 27. August der Grundstein für die Kirche am 26. März 1790 gelegt. Ausführender Baumeister war Georg Friedrich Mack. Am 3. Januar 1791 begann man mit Dachdeckerarbeiten und bereits im Dezember 1792 hätte die Kirche eingeweiht werden sollen, hätte sich nicht die Lieferung der für 6.500 Gulden gefertigten Orgel der Gebrüder Stumm aus Rhauen-Sulzbach wegen der Kriegsunruhen verzögert. So fand die feierliche Einweihung des Gebäudes erst am 17. März 1793 unter Anwesenheit von hohen Gästen statt. Neben den beiden Bürgermeistern und den anderen Mitgliedern des Stadtrates war auch der preußische König Friedrich Wilhelm II. gekommen. Ganz fertig war die Kirche aber immer noch nicht, da erst 1794 die letzten Innenausbauarbeiten abgeschlossen wurden. Die Kosten für den Neubau beliefen sich insgesamt auf 145.000 Gulden.
Nach dem Verlust der städtischen Freiheit 1806 wurde die lutherische Staatskirche in Frankfurt abgeschafft. Die anderen Konfessionen erhielten unter dem katholischen Fürstprimas Carl Theodor von Dalberg Religionsfreiheit. Am 26. Dezember 1806 beseitigte er auch die Auflage, dass die reformierten Kirchen keinen Glockenturm besitzen dürfte. Dennoch wurden diese nie gebaut, weil das Gebäude architektonisch nicht dafür ausgelegt war.
Zwischen dem 6. November 1848 und 9. Januar 1849 wich die ansonsten in der Frankfurter Paulskirche tagende Nationalversammlung während Umbauarbeiten in ebendieser für insgesamt 40 Sitzungen in die Deutsch-reformierte Kirche aus.
Bereits 1838 und 1839 war die Kirche für knapp 10.000 Gulden repariert und 1856 mit einer Dampfheizung ausgestattet worden, 1881 erfolgte dann eine größere Renovierung und Umgestaltung durch die Architekten Heinrich Burnitz und Adolph Passavant. Die Wand hinter der Kanzel erhielt eine andere architektonische Gliederung, die Türen rechts und links vom Abendmahlstisch wurden verlegt und verbreitert, die Decke erneuert, die Fenster mit Pilastern versehen, ein neuer Abendmahlstisch aus Marmor errichtet und ein neuer Lüster angebracht. Des Weiteren wurde an der hinteren Fassade an Stelle der abgerissenen Vorhalle ein hohes Portal errichtet. Die feierliche Wiedereröffnung am 18. Dezember 1881 beschloss die Renovierung.
Im Zweiten Weltkrieg brannte das Gebäude bei den Luftangriffen des 22. März 1944 von Brandbomben entzündet aus. Auch wenn infolgedessen Teile der Außenmauern eingestürzt waren, hätte die Ruine einen Wiederaufbau erlaubt. Dennoch wurde sie nach Kriegsende abgebrochen. Da die Deutsch-reformierte Kirche nicht zu den Dotationskirchen gehörte, bestand keine Verpflichtung seitens der Stadt zum Wiederaufbau. Da auch nach dem Wiederaufbau des Viertels kaum noch Menschen in der Altstadt wohnten, errichtete die deutsche evangelisch-reformierte Gemeinde ihr neues Gemeindezentrum im dichtbesiedelten Frankfurter Westend und verkaufte den ehemaligen Standort am Kornmarkt. Auf dem Gelände entstand das Gebäude des Bundesrechnungshofs in Frankfurt am Main. Nach dessen Wegzug nach Bonn im Jahr 2000 stand der Gebäudekomplex lange Zeit leer. Von 2015 bis 2018 wurde im Rahmen des Projektes Kornmarkt Arkaden die denkmalgeschützte Fassade am Kornmarkt umfassend saniert.
Obwohl die Kirche zu den frühesten und bedeutendsten klassizistischen Gebäuden Frankfurts gehörte, ist es sehr unwahrscheinlich, dass die Deutsch-reformierte Kirche noch einmal neu entsteht.

## Architektur

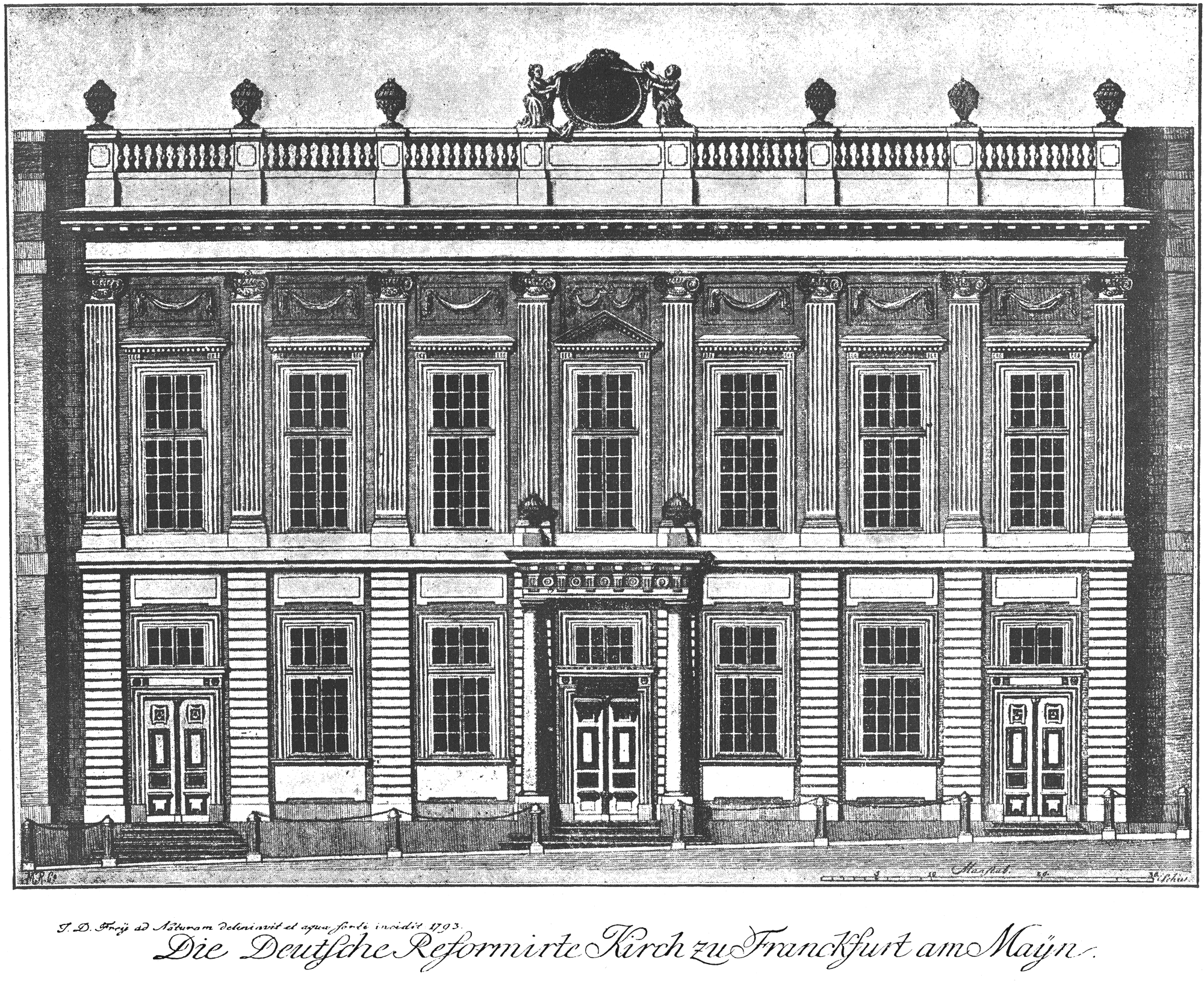
Fassadengliederung

Architektonisch war die Kirche durchgängig vom Klassizismus geprägt: im Erdgeschoss der streng geometrisch gegliederten, zweigeschossigen Fassade erlaubten drei massive Portale den Zugang ins Gebäudeinnere. Zwei einfache Portale befanden sich am linken und rechten Gebäudeende. Das mittlere Portal war von dorischen Säulen gerahmt und sein hervortretendes Gesims mit Vasenaufsätzen geschmückt. Über dem Portal befand sich eine „Der christlichen Gottesverehrung“ lautende Inschrift. Dieses Portal kopierte Johann Georg Christian Hess für seinen Entwurf des Portals im Turm der Paulskirche.
Gequaderte Lisenen zwischen den links und rechts je drei Fenstern des Erdgeschosses verstärkten die Geometrie des Baus. Über dem Erdgeschoss befand sich eine Reihe von insgesamt sieben großen Fenstern, die von einem kräftigen Abschlussgesims sowie darüber befindlichen, stiltypisch in Stuck ausgeführten Stoffgehängen gekrönt wurden. Eine Ausnahme bildete dabei das mittlere Fenster, wo sich statt eines Abschlussgesims ein Pediment befand. Auch hier wurde die geometrische Erscheinung verstärkt – durch zwischen den Fenstern befindliche kannelierte Pilaster, die in angedeuteten, ebenfalls von Stuck geschmückten Kapitellen endeten. Darüber verlief das Dachgesims, das schließlich durch eine Attika mit Balusterabschluss geschmückt war, wobei die Mitte dieses Abschlusses nicht als Baluster, sondern als tragende Mauer mit ovaler Inschriftplatte („Dank dem Herrn“) ausgeführt war. Durchgängig wurde roter Sandstein als Baumaterial verwendet, das Dach war mit Schiefer gedeckt.
Die zum Citronengässchen gewandte West- bzw. Rückseite des Gebäudes präsentierte sich dagegen schlicht, sie war verputzt und mit grauer Ölfarbe angestrichen.
Obwohl die Kirche von außen zweigeschossig angelegt war, um sich in die umliegende Bebauung einzupassen, war der Innenraum des Baus als Saalkirche ausgelegt. Hier fanden sich neben drei, nur durch einen mittigen Durchgang unterbrochenen Gestühlreihen, die auf den Bereich der Kanzel an der Westwand gerichtet sind, auch Sitzgelegenheiten in Form von Emporen an Nord-, Süd- und Westwand. Die Emporen waren über in den Ecken der Kirche gelegene Treppen zugänglich. Die hölzerne, verputzte Decke verlief völlig gerade und ging über eine große runde Voute in die Wände über.
Entsprechend der strengen Tradition der reformierten Theologie verzichtete der Innenraum auf jeglichen figurativen Schmuck und beschränkte sich auf die für den Klassizismus typischen geometrischen Formen. Die dabei verwendeten Gesimse, Pilaster, Baluster und Pedimente wurden teils in Stuck ausgeführt, teils illusionistisch auf die großen Saalwände gemalt, vor allem im oberen Bereich. Auch farblich hielt man sich zurück, nur die Balustraden der Emporen und das Gestühl waren graugelb gestrichen. Selbst Objekte wie die in einer Empore an der Südwand befindliche Orgel waren von der klassizistischen Einfachheit nicht ausgenommen und nur durch Dreiviertelsäulen, Pilaster, Epistyl, Friese und Zahnschnitt-Kranzgesimse belebt.
Unter der Empore konnte man auf einer Marmortafel mit vergoldeten Buchstaben eine weitere Inschrift lesen: „Im Jahr MDCCLXXXIX war der, durch das verehrliche Decret eines hochedlen Raths vom fuenfzehnten November MDCCLXXXVII huldreich zugestandene Bau dieses Bethauses angefangen, und unter Gottes Segen, durch die willigen Beitraege der Glieder und Freunde der Gemeinde so gefoerdert, dass bereits den siebzehnten Maerz MDCCXCIII der erste Gottesdienst darin gehalten werden konnte. Gemeinde! die du dich jetzt hier zur Anbetung Gottes und des Erloesers versammeln kannst, denke zurueck an den ehemaligen beschwerlichen Kirchgang nach Bockenheim! Freue dich deines gegenwaertigen Gluecks! Erzaehle ruehmend, was der Hoechste an dir gethan hat, und segene dankbar die Vaeter unsrer Stadt. Errichtet MDCCXCIV.“